# 마음방랑
마음방랑(Mind-wandering)은 당면 과제와 무관한 생각들을 말한다. 여기에는 해야 할 일과 상관없이 자극이 없어도 떠오르는 사고들이 있다. 이는 정적이고 건설적인 백일몽(positive constructive daydreaming), 죄책감이 들 정도로 느끼는 실패에 대한 두려움, 주의력 통제 빈약과 같은 세 하위 유형에 속한다.
마음방랑은 장시간 한 가지 주제, 특히 집중력을 요구하는 과업을 수행할 때에, 그것에 오래 머물지 못하는 사고를 경험하는 것으로 흔히 이해된다.
일례로 운전하는 상태에서도 마음방랑이 발생한다. 이는 최적의 조건에서 운전하는 것은, 사람이 집중력을 요구하는 과업을 수행할 때에 활성화되는 뇌망(brain network)인 과업 정적 뇌망(Task-positive network)을 최소한으로 사용하는 것을 필요로 하는 자동적 활동(automatic activity)이기 때문이다. 경계(vigilance)가 낮은 상황에서 사람은 자신의 생각에 몰입하기에 주변 환경에서 무슨 일이 일어나는 지를 기억하지 못한다. 이를 디커플링 가설(decoupling hypothesis)이라 한다.
사건 관련 전위(event-related potential, ERP)를 이용한 연구들에서 마음방랑은 뇌의 외부 정보 처리 능력을 저하시킨다는 것을 보였다. 사고가 당면 과제와 무관할 경우, 뇌는 과업과 유관하거든 무관하든 상관없이 모든 감각 정보를 처리하지만, 그 디테일은 떨어진다.
마음방랑은 사람의 안정적인 특질(trait)이자 일시적인 상태인 것처럼 보인다. 연구들은 연구실 내에서의 수행 문제와 일상에서의 수행 문제를 연결하였다. 마음방랑은 발생 가능성 있는 차 사고와 관련되어 왔다. 또한 마음방랑은 정동(affect) 상태와도 밀접한 관련이 있다. 연구에서는 과업과 무관한 생각은 기분이 저하되거나 우울한 사람에게 흔하다고 지적한다. 또한 마음방랑은 알코올 중독자에게도 발생한다.
연구들에서는 마음방랑 상태에서는 과거와 관련된 사고보다는 미래에 관련된 사고에 개입하는 경향이 있기 때문에 마음방랑은 자발적인 사고에 해당한다고 보는 경향이 강하였다. 기본 모드 네트워크(default mode network)는 마음방랑과 내부 지향 사고(internally directed thought)에 관여한다고 보지만, 최근 연구는 이러한 가정을 반박한다.

## 같이 보기
- 과집중 (반의어)
- 주의력결핍과잉행동장애